# Заповідна зона Аймара-Лупака
Заповідна зона Аймара-Лупака (ісп. Zona Reservada Aymara-Lupaca) — природоохоронна територія, що створена 1 березня 1996 року в Перу. Вона розташована в регіоні Пуно, в провінціях Чукуйто (ісп. Chucuito) та Юнгуйо (ісп. Yunguyo), за 149 км від Пуно. Її площа становить приблизно 323,027 га. Основною метою цієї заповідної зони є охорона і раціональне використання тваринного світу, збереження красивого й унікального ландшафту, а також наукові й технологічні дослідження природних та культурних ресурсів. Область, незважаючи на суворість клімату і висоту, являє собою дуже важливу екосистему для спеціальних пристосувань, яких набула місцева флора та фауна. Наявність озера Тітікака має досить важливий вплив на клімат плато, регулює денний-нічний перепад температур і робить можливим існування природних пасовищ. На території цієї заповідної зони проживає зокрема сурі (Rhea pennata), високогірний нелітаючий птах, який знаходиться на межі зникнення через надмірне полювання задля м'яса та яєць.